# 楚加耶夫反应
楚加耶夫反应（英語：Chugaev Elimination）是一个由醇消除水制取烯烃的过程，与酯的热裂的机理类似，反应中不会发生碳正离子的重排。反应以俄罗斯化学家Chugaev命名。
首先用醇钾与二硫化碳反应制取黄原酸盐，用碘甲烷甲基化，经过SN2反应得到黄原酸酯。然后黄原酸酯在约200°C时发生顺式消除，经由六元环过渡态，氢由β-碳原子转移到硫原子上，最终产物是硫化羰（COS）和甲硫醇。
该反应常用于制取末端烯烃。反应机理与酯的热裂相似，但温度大大低于后者，因此在烯烃的合成中很有用途。